# Mixing colours
Mixing colours is een studioalbum van de broers Roger Eno en Brian Eno. De samenwerking nam veel jaren in beslag, van 2005 tot 2019. Roger nam zijn muziek op en zond het vervolgens naar Brian, die het elektronische bewerkte. De muziek van Roger, ook wel vergeleken met pianomuziek van Claude Debussy, Erik Satie en minimal music (voornamelijk repeterende akkoorden en melodieën), kreeg daarbij een elektronische behandeling naar ambientmuziek. De muziek houdt zich constant aan het motto van Brian over ambient: Ambient muziek is bedoeld om rust te creëren en ruimte om na te denken.
De critici vonden tussen de muziek juweeltjes van klank zitten, maar vonden voor het merendeel van de muziek doelloos voortkabbelen. Het album is gestoken in een hoes ontworpen door Dom Theobald. 

## Musici
- Roger Eno, Brian Eno – toetsinstrumenten, elektronica

## Muziek
Bijna alle muziektitels verwijzen naar kleuren 
| Nr. | Titel               | Duur |
| --- | ------------------- | ---- |
| 1.  | Spring frost        | 4:07 |
| 2.  | Burnt umber         | 4:16 |
| 3.  | Celeste             | 4:23 |
| 4.  | Wintergeen          | 4:10 |
| 5.  | Osidian             | 5:06 |
| 6.  | Blonde              | 5:06 |
| 7.  | Dark sienna         | 3:48 |
| 8.  | Verdigris           | 4:03 |
| 9.  | Snow                | 4:04 |
| 10. | Rose quartz         | 4:08 |
| 11. | Quicksilver         | 5:13 |
| 12. | Ultramarine         | 2:28 |
| 13. | Iris                | 2:54 |
| 14. | Cinnabar            | 3:21 |
| 15. | Desert sand         | 4:50 |
| 16. | Deep saffron        | 4:39 |
| 17. | Cerulean blue       | 4:02 |
| 18. | Slow movement: Sand | 4:56 |